# El Carrizo, Acapulco de Juárez
El Carrizo är en ort i Mexiko.   Den ligger i kommunen Acapulco de Juárez och delstaten Guerrero, i den södra delen av landet, 290 km söder om huvudstaden Mexico City. El Carrizo ligger 39 meter över havet och antalet invånare är 202.
Terrängen runt El Carrizo är platt åt sydväst, men åt nordost är den kuperad. El Carrizo ligger nere i en dal. Runt El Carrizo är det tätbefolkat, med 397 invånare per kvadratkilometer. Närmaste större samhälle är Amatillo, 7,5 km sydväst om El Carrizo. Omgivningarna runt El Carrizo är en mosaik av jordbruksmark och naturlig växtlighet.